# Kielse voetbalbond
De Kielse voetbalbond (Duits: Verband Kieler Ballspielvereine) was een regionale voetbalbond uit de Noord-Duitse stad Kiel. 

## Geschiedenis
De bond werd op 25 februari 1903 opgericht en was de eerste bond uit de huidige deelstaat Sleeswijk-Holstein. De stichtende clubs waren 1. Kieler FV 1900, FC Holstein 1902 Kiel, Kieler SC 1899 en 1. Ellerbeker FV 1903
In de loop van het jaar traden ook nog FC Kilia 1902 Kiel, FC Holsatia 1903 Kiel en Werftpark SpVgg 1901 Gaarden toe. Begin 1904 sloten ook SC Concordia 1903 Gaarden en FC Borussia 1903 Gaarden zich nog aan.
Er werd in drie speelklassen gespeeld, met ook reserveteams. In de herfst van 1904 werden Kieler SC, Holsatia, Concordia en Borussia uit de bond gezet omdat ze hun lidgeld niet betaald hadden. Uit protest verliet ook Kilia de bond. De vijf clubs richtten een eigen bond op en hierdoor werd er geen competitie gespeeld bij de Kielse voetbalbond. In januari 1905 trad Kilia weer toe, maar er werden enkel vriendschappelijke wedstrijden gespeeld.
In 1907 werd de bond opgeheven en ging deze op in de Noord-Duitse voetbalbond.

## Overzicht kampioenen
- Seizoen 1903/04:
  - 1. Klasse: FC Holstein 1902 Kiel
  - 2. Klasse: Kieler SC 1899
  - 3. Klasse: 1. Kieler FV 1900 III

- Seizoen 1904/05:
  - 1. Klasse: Niet gespeeld
  - 2. Klasse: Niet gespeeld
  - 3. Klasse: Niet gespeeld

- Seizoen 1905/06:
  - 1. Klasse: FC Holstein 1902 Kiel
  - 2. Klasse: 1. Kieler FV 1900 II
  - 3. Klasse: FC Holstein 1902 Kiel II

- Seizoen 1906/07:
  - 1. Klasse: FC Holstein 1902 Kiel
  - 2. Klasse: onbekend
  - 3. Klasse: onbekend